# Poříčí (zámek)
Zámek Poříčí se nachází na severním okraji vesnice Poříčí, místní části obce Boršov nad Vltavou. Stojí na místě dřívější tvrze, která vznikla někdy před rokem 1379. Za dobu své existence vystřídal mnoho majitelů. Větší část své současné podoby získal zámek po třicetileté válce, kdy byl barokně přestavěn českobudějovickými dominikány. Na konci 18. století pak prošel ještě úpravami klasicistními. V devatenáctém století se na zámku vystřídali významné rodiny Pachnerů, Lannů a Klaudy. Židovská rodina Pollakova, která zámek obývala před Druhou světovou válkou, byla odvedena do koncentračního tábora a nikdo z nich se nevrátil. Majitelem se stal stát a zámek Poříčí začal chátrat. Po Sametové revoluci prošel opět rukama několika soukromých vlastníků, kteří nechali zámek dále chátrat. Až trojice vlastníků, kteří zámek koupili v roce 2016, podnikla kompletní rekonstrukci a zachránila tak celý těžce poškozený objekt. Dnes je na zámku třináct soukromých bytů a komunitní centrum Na Zámečku.

## Historie

### Poříčská tvrz
Poříčí je poprvé zmíněno roku 1379, kdy Bušek z Poříčí koupil od Vyšebrodského kláštera mlýn v Boršově. Dá se předpokládat, že jeho sídlo bylo právě v místech dnešního zámku. Roku 1417 přenechal Bušek Poříčí svému zeti Petru Svatomírovi z Doudleb. Petr Svatomír zemřel během husitských válek a jeho vdova se po válce vdala podruhé a v roce 1453 ještě potřetí, tentokrát za Václava Talafouse z Dobřan. Záznam datovaný o šest let dříve mluví o tom, že jistý Václav Talafous patřil mezi budějovické měšťany a může tedy jít o tu samou osobu. Jeho syn Bernard Talafous pak vládl v Poříčí do roku 1522. V šestnáctém století se na Poříčském panství vystřídalo vícero majitelů, nejdéle z nich rodina Kalkreiterova, která vlastnila Poříčí mezi lety 1562 a 1593.

### Dominikáni
Během třicetileté války bylo celé Poříčí vypáleno a Poříčská tvrz ve své dřívější podobě už nebyla obnovena. Tehdejší majitel Jan Jiří Tluksa Vrábský z Vrábí byl potrestán za to, že se účastnil stavovského povstání a jeho majetek byl darován dominikánskému řádu, který měl v Budějovicích svůj klášter. Ti Poříčskou tvrz přestavěli na barokní zámeček a používali jako své letní sídlo. Také zde roku 1674 postavili vlastní pivovar. Dominikánské pivo se pak na Poříčském zámku vařilo dalších 111 let navzdory protestům budějovických pivovarníků. V roce 1785 byli dominikáni donuceni josefínskými reformami opustit českobudějovický klášter a s ním i své poříčské panství. Zámek se dostal pod správu císařské dvorní administrativy, která zde zřídila kancelář vrchního vedení krumlovského hospodářského úřadu. Vnitřní vybavení zámecké kaple Panny Marie bylo převezeno do kostela svatého Bartoloměje ve Slavkově u Českého Krumlova.

### František Josef Pachner
V roce 1787 zakoupil Poříčské panství Wenzl Danner, syn lišovského pivovarníka. Právě jemu zámek vděčí za své klasicistní úpravy. Postavil také nový mlýn na místě staršího, který byl zničen za třicetileté války. Už v roce 1801 však panství prodal Thomasi Taschkovi, budějovickému obchodníkovi se železem. Ten ale zemřel rok poté a jeho syn prodal roku 1804 Poříčí rytíři Františku Josefu Pachnerovi z Eggensdorfu, bohatému krumlovskému papírníkovi. Ten dlouho používal zámek jen jako své venkovské sídlo a další zdroj příjmů, teprve ve dvacátých letech se zde usadil trvale, poté co své papírny předal synům. Právě z této doby by měly pocházet nalezené pozůstatky empírových výmaleb pokojů. Tyto byly pravděpodobně navrženy Martinem Anderlem, "dvorním stavitelem" rodiny Pachnerovy. V roce 1823 nechal František Josef Pachner postavit nad sakristií kostela sv. Jakuba Staršího v Boršově oratoř s vlastním vchodem. Ta byla určena pro jeho rodinu a výše postavené občany. Tři roky nato, v 72 letech, se František Josef Pachner rozhodl opět oženit. Vzal si 35letou Marii Josefu Strandlovou, dceru budějovického purkmistra Vincence Strandla. Téhož roku zakoupil nedaleký dvůr Kotek a k němu náležící zříceninu hradu Maškovec, kterou rozebral na stavební kámen. V třicátých letech koupil Remlovy dvory, vlastnil také většinu velkostatku Vrcov u Borovan a celý les Mnichovec. Když tedy František Antonín Gerstner vykupoval pozemky pro první úsek koněspřežné dráhy z Českých Budějovic do Kerschbaumu, ze všech pozemků jich nejvíce bylo odkoupeno právě od Františka Josefa Pachnera. V 87 letech, v roce 1840, prodal Pachner před svou smrtí svá panství v Poříčí i Vrcově Vojtěchu Lannovi Staršímu.

### Vojtěch Lanna starší

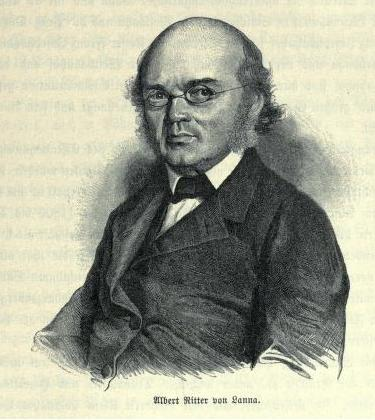
Vojtěch Lanna starší (1896)

Vojtěch Lanna starší si vydobyl své bohatství v oblasti logistiky a obchodu se solí a dřevem. Od hranic s Rakouskem vozil zboží koněspřežkou do Českých Budějovic, odkud zboží plavil loděmi po Vltavě a Labi dále. Jeho podnikatelské a budovatelské snahy zasahovaly celé území Čech. Na Poříčském zámku přestavěl a zmodernizoval pivovar, kde zavedl nový způsob vaření piva se spodním kvašením. Jihovýchodně od zámku založil anglický park s vzácnými dřevinami, mimo jiné s liliovníkem tulipánokvětým, který dodnes stojí u jihovýchodního rohu zámku a je chráněný. Středobodem celého parku byl pak zámecký rybník s ostrůvkem ve tvaru srdce, na který vedl japonský můstek. Východně do rybníka se ještě nacházel zahradní altán, ten se ale nedochoval. Lannův ambiciózní a nákladný plán výstavby kladenských železáren ho donutil prodat zámek Poříčí.

### Rodina Claudi

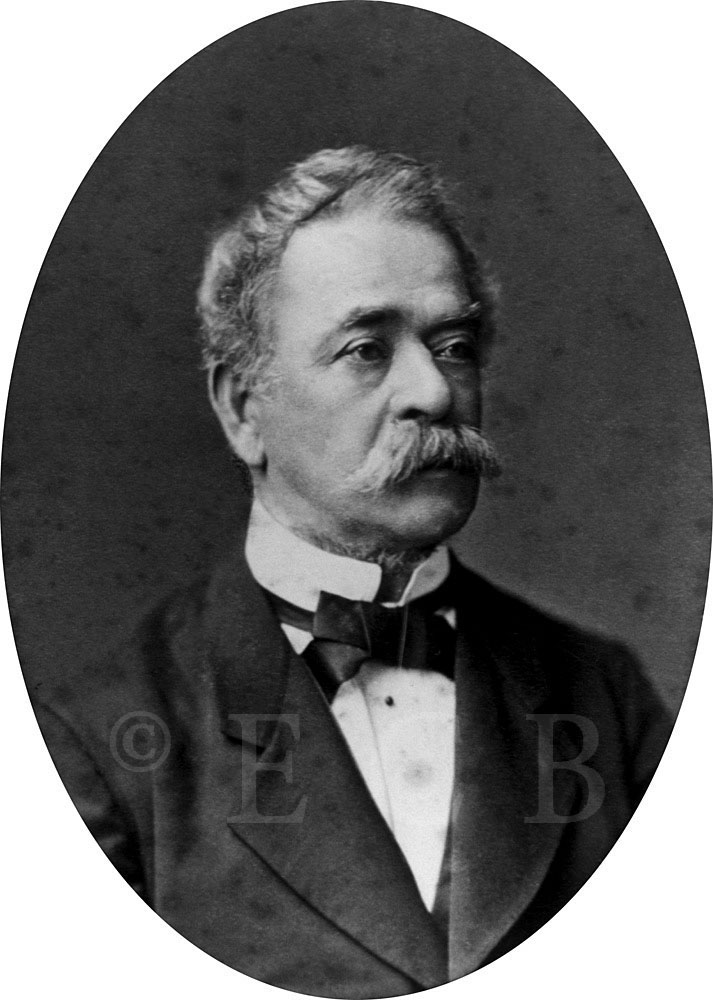
Eduard Claudi (před rokem 1884)

V roce 1854 zámek koupil Eduard Claudi. Nechal v něm vytvořil kancelářské místnosti pro správce poříčského velkostatku. Sám byl často na cestách protože od roku 1871 nebyl jen budějovickým starostou a poslancem Českého zemského sněmu, ale také poslancem Říšské rady. Byl ženat s Aloisií Pachnerovou, neteří bývalého majitele Poříčí Františka Josefa Pachnera. Ta ovšem zemřela ještě předtím, než Claudi Poříčí koupil. Když se mu s jeho druhou ženou narodila dcera Aloisie, Vojtěch Lanna starší byl jedním z jejích kmotrů. Tato jeho jediná dcera se dospělosti nedožila, zemřela v 17 letech na plicní chorobu na zámku Poříčí. Eduard Claudi zemřel 12 let poté v roce 1884.
Poříčí připadlo Zdenku Klaudy staršímu, vnukovi Eduardova bratrance. Zdenko Klaudy starší byl vzděláním právník. Zasloužil se o založení poštovního úřadu v Poříčí roku 1895. Ze sčítání obyvatel o pět let dříve v roce 1890 víme, že zámek spolu s rodinou Klaudy obývaly ještě dvě kuchařky a kojná - každá z nich zde měla svůj vlastní byt. V hospodářském dvoře zámku pak bydlo dalších osm bytů pro zaměstnance zámku, kde bydleli:
1. rodina panského úředníka s pěti dětmi
2. vdova šafářka se synem
3. svobodná služka s třemi dětmi
4. rodina dělníků na statku s pěti dětmi
5. matka s dcerou, obě dělnice na statku
6. manželský pár dělníků na statku
7. čeledín s manželkou, třemi dětmi a tchánem
8. kamenický pomocník

Ve sčítání je uveden i počet hospodářských zvířat. Na Poříčském zámku tehdy chovali 8 koní, 73 kusů hovězího dobytka a 2 prasata, k tomu ještě obhospodařovávali 3 včelí úly. Z těchto záznamů získáváme dobrou představu o tom, že zámek Poříčí byl nepochybně hospodářským centrem celého bližšího okolí. Ze sčítání o deset let později víme, že zaměstnanců ubylo, přibyl však zámecký zahradník a začala se chovat prasata (34 kusů) a drůbež (63 slepic, 6 kachen). V roce 1903 se Zdenko Klaudy mladší oženil s Emmou Stöhr z Klosterneuburgu a brzy na to měli spolu dva syny, kvůli kterým na Poříčí přivedli francouzskou vychovatelku. V roce 1910 už na zámku i v hospodářském dvoře dohromady žilo jen 14 lidí. O rok později Zdenko Klaudy starší zemřel a Poříčí zdědil jeho syn Zdenko Klaudy mladší. Ten do té doby pracoval jako úředník rakousko-uherské banky ve Vídni. Z jeho třech dětí se pouze prostřední Karel narodil na zámku v Poříčí a krátce po otcově smrti se Zdenko mladší přestěhoval s rodinou do Českého Krumlova, kde se stal ředitelem banky. Jeho matka tak zůstala na zámku sama, proto ho o čtyři roky později prodala a odešla za příbuznými do Vídně.

### Po první světové válce
Zámek od vdovy Klaudy koupil Jaroslav a Anna Weltrubští z Weltrub. Jaroslav Weltrubský byl synem rakovnického lékárníka. V době koupě mu bylo 59 let a měl za sebou desetileté působení na pozici poslance Českého zemského sněmu. Nechal zbourat starý nefunkční pivovar a postavil robustní stavbu poříčského mlýna jihozápadně od zámku. Sousední Včelná se rozrůstala a v roce 1920 se Včelenští snažili odkoupit pozemky na okraji své vsi patřící Poříčskému panství, nakonec se s Jaroslavem Weltrubským nedohodli. Ještě toho roku ovšem změnil zámek opět svého majitele a s ním se už Včelenští na odkupu dohodli. Tím novým majitelem byli manželé Dobiášovi, kteří přišli z kolínska. Předchozí majitele, manžele Weltrubské, nechali dožít v jednom ze zámeckých bytů. Stanislav Dobiáš byl příznivcem České obce sokolské, v Poříčí jim daroval pozemek na stavbu Sokolovny a poskytl zdarma stavební kámen ze zámeckého kamenolomu. Dobiášovi se kvůli opravám zámku zadlužili a tak jej po pouhých třech letech vlastnictví nakonec byli nuceni prodat. Novými majiteli se stali manželé Strážničtí, kteří přišli z Boskovic na Moravě. František Strážnický se v roce 1923 stal profesorem matematiky na České státní reálce v Českých Budějovicích a o rok později zároveň i profesorem na nedalekém Českém státním gymnáziu. I Strážničtí však byli kvůli dluhům donuceni zámek velmi brzy prodat.

### Rodina Pollakova
V roce 1925 tak koupili Poříčí židovští manželé Maxmilian a Hedvika Pollakovi. Maxmilian Pollak měl zkušenosti s řízením velkostatku z Rejkovic u Domažlic, kde vyrostl, i z všerubského velkostatku, který řídil před příchodem do Poříčí. Za svou službu v rakousko-uherské armádě během první světové války byl vyznamenán Karlovým vojenským křížem a Železným křížem s korunou. Přišli sem i rodiče Hedviky Pollakové, kteří na zámku zemřeli v třicátých letech a byli pohřbeni na českobudějovickém židovském hřbitově. Po obsazení Československé republiky německým vojskem v březnu 1939 byl Pollakům zámek zabaven. Pollakovi byli i se svou jedinou dcerou Eliškou deportováni na jaře 1942 do Terezína a odtud do jednoho z vyhlazovacích táborů, kde zemřeli.

### Po druhé světové válce

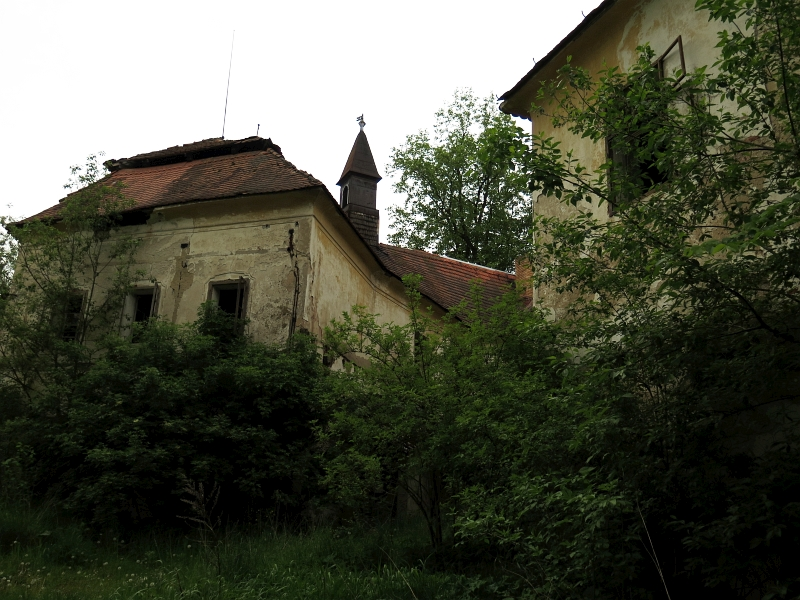
Stav zámku v květnu 2016

Po válce se zámek Poříčí dostal pod Národní správu a v roce 1953 ho získalo Jednotné zemědělské družstvo v Boršově nad Vltavou, které fungovalo v prostorách zámeckého hospodářského dvora. Zámek byl rozdělen do osmi bytů, kde bydlely rodiny družstevníků. Poslední z těchto rodin byli Dubští, kteří tehdy již neobyvatelnou ruinu opustili v roce 2008. Po sametové revoluci připadl zámek obci, která zdaleka neměla finanční prostředky na jeho opravu. Proto ho v roce 1997 prodala manželům Žádníkovým, kteří v Českých Budějovicích vlastnili hotel Sonáta v Riegrově ulici. Z jejich plánů na přebudování nakonec sešlo, prodali ho v ještě horším stavu v roce 2007 rodině Novákově. Ani Novákovi, ani po nich nastoupivší Filištejnovi nenašli finance na opravu a zámek se dostal v roce 2014 do insolvence.

### Rekonstrukce

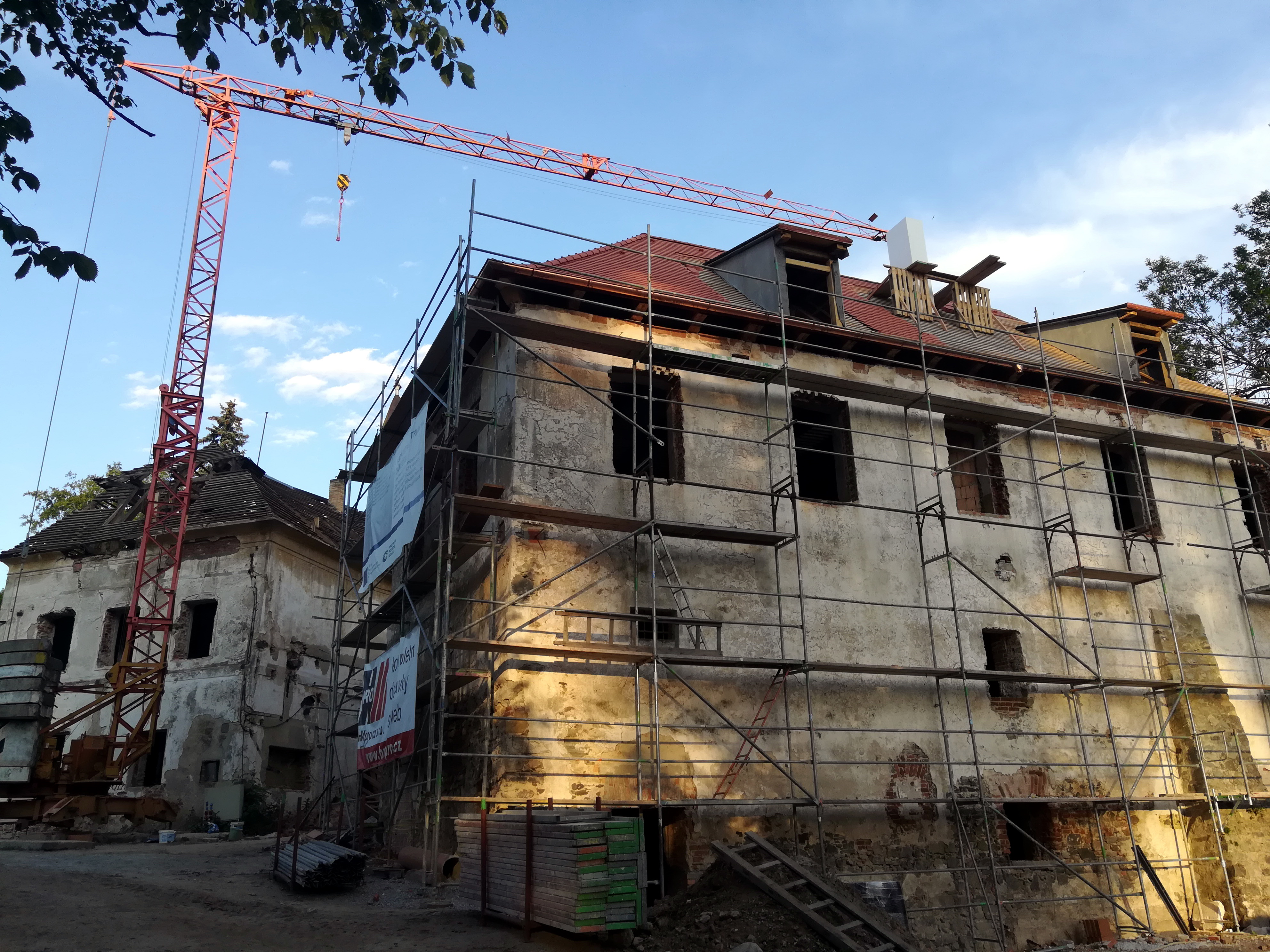
Rekonstrukce zámku (2018)

Zvrat nastal v roce 2016, kdy zámek společně koupili Gerald Auböck a manželé Vilánkovi. Gerald Auböck a Jan Vilánek jsou jednateli stavební společnosti Auböck, s. r. o., která má od roku 2013 sídlo v Boršově nad Vltavou. Přípravné a stavební práce trvaly tři roky ve spolupráci s památkovou péčí. Zároveň s tím provedla obec Boršov nad Vltavou obnovu zámeckého parku a odbahnění zámeckého rybníka. Nový plně zrekonstruovaný zámeček byl slavnostně otevřen 17. května 2019. Kvůli této události přijeli ze Salcburku také Stephan a Nicolas Klaudy, potomci bývalého zámeckého pána Zdenka Klaudy staršího. Od roku 2019 je tedy zámek Poříčí znovu obýván. Kromě třinácti bytů zde funguje komunitní centrum Na Zámečku, které provozuje nezisková společnost Josefina.

## Popis stavby
Budova zámku má tři křídla. Západní křídlo vede rovnoběžně s řekou Vltavou a jižní křídlo je k němu připojeno téměř v pravém úhlu. Východní křídlo je nepravidelné a uzavírá nádvoří do zhruba trojúhelníkového tvaru. Pod východním křídlem byly vybudovány sklepy, které pravděpodobně sloužily místnímu pivovaru. Západní křídlo mohlo být hlavní budovou dřívější gotické tvrze, která byla později přestavěna na sýpku. Na konci šestnáctého století prošel zámek významnou renesanční přestavbou, obvodové zdi byly zakomponovány do nové výstavby a vzniklo tak celé jižní křídlo. Zámecká fasáda byla ozdobena sgrafity.
Celková stavební úprava celého zámeckého areálu pak proběhla v době pobělohorské, při níž zámek získal stavební dispozice, které můžeme vidět dnes. Na konci 18. století byly klasicistně upraveny interiéry východního a jižního křídla, dřívější černá kuchyně byla nahrazena kachlovými kamny a sporáky. Ze západního křídla se stala sýpka. Zámek také získal svou mansardovou střechu a hodinovou věžičku se zvoničkou. Během stavebně historického průzkumu zámku v roce 1997 byla zdokumentována také část kamenné kašny s letopočtem 1792. Ta však byla v době rekonstrukce o 20 let později již nezvěstná. Pavlač připojená k západnímu křídlu směrem do nádvoří vznikla až v druhé půlce 19. století. Zámecký hospodářský dvůr byl situován severně od zámku, by demolován v roce 2000 a dnes je překryt novou zástavbou.

## Galerie

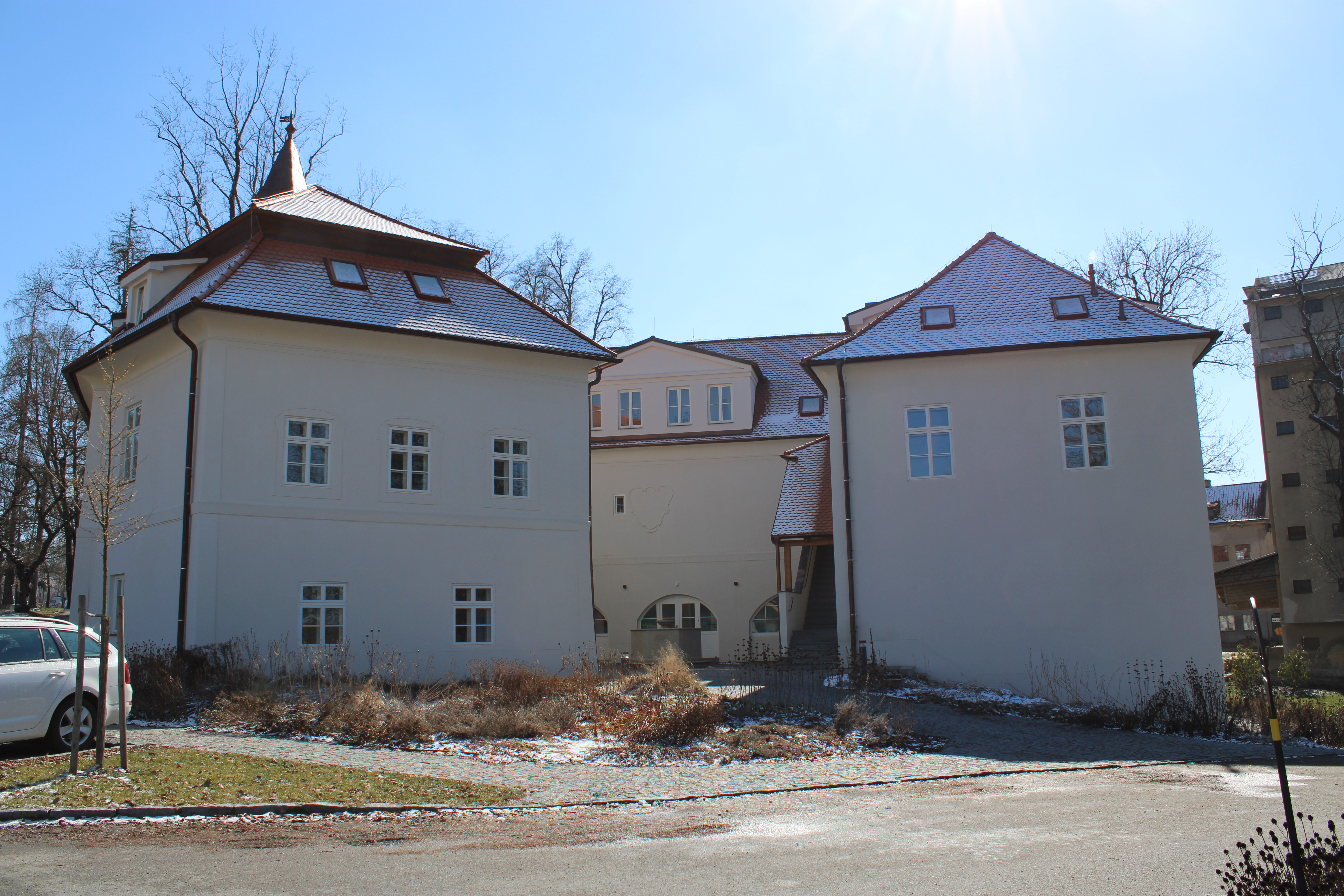
Zámek Poříčí od severu
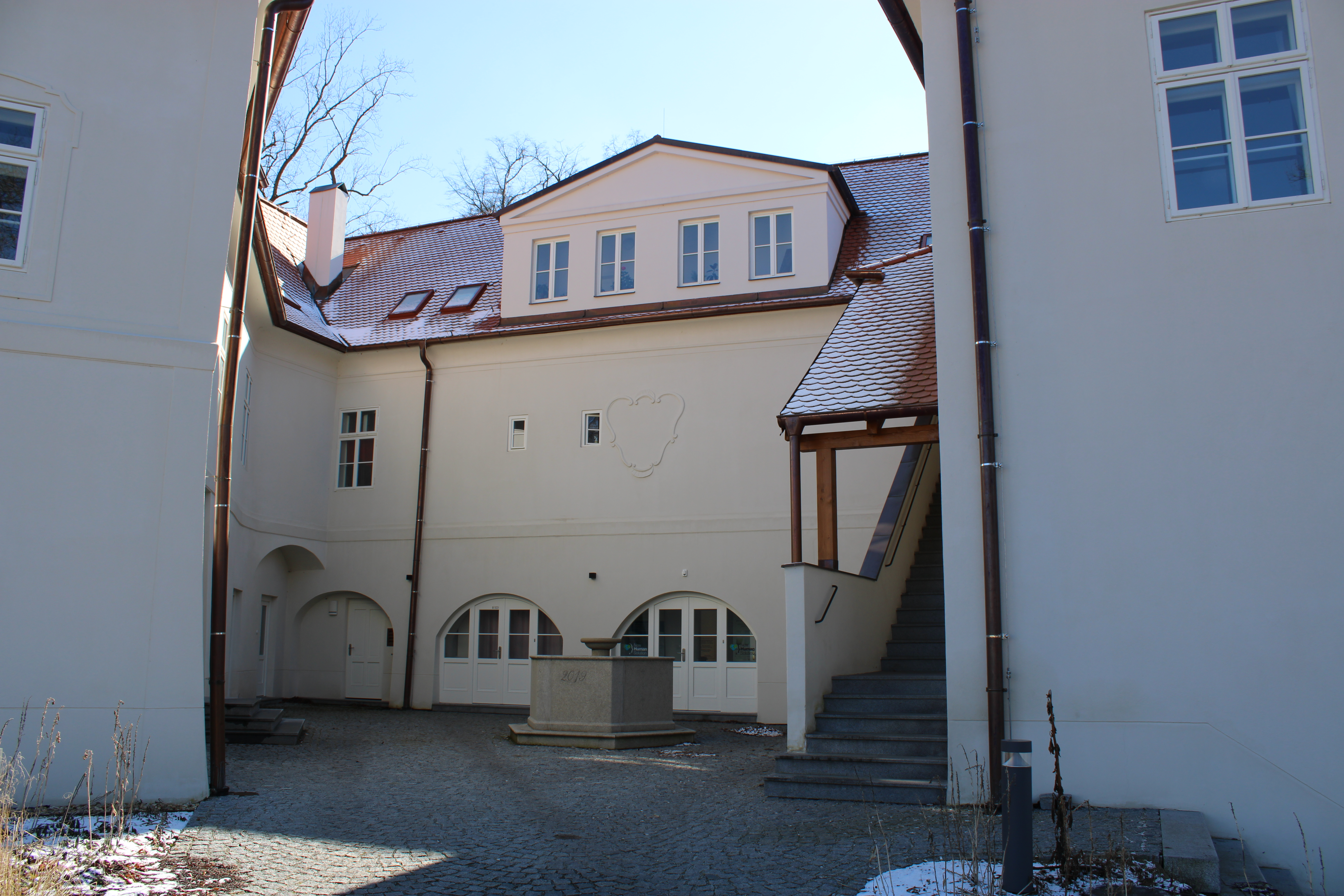
Zámek Poříčí - nádvoří
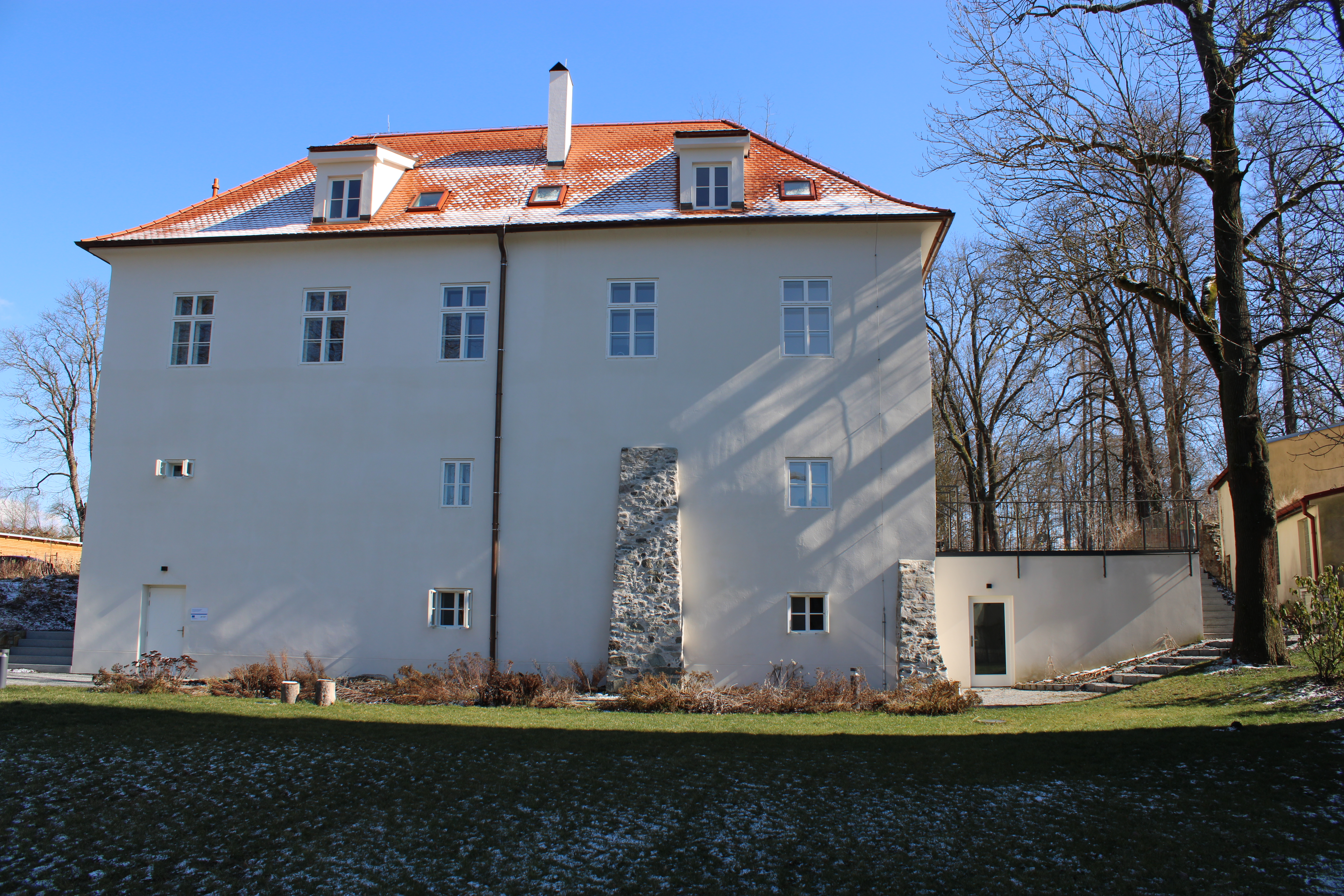
Zámek Poříčí od západu
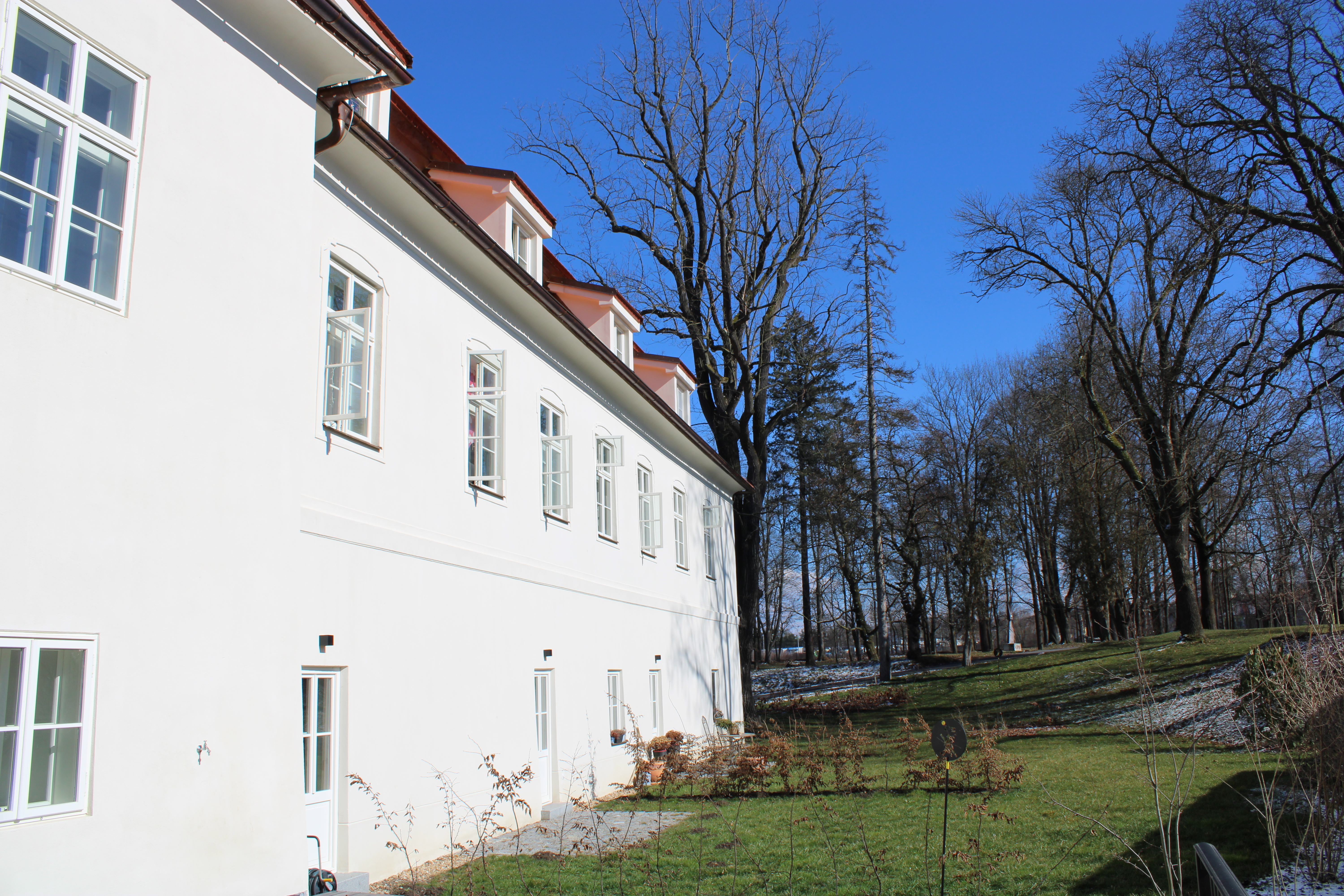
Zámek Poříčí - jižní stěna